# 영국 부대법원장

영국 부대법원장(Deputy president of the Supreme Court of the United Kingdom)은 영국 대법원의 2인자로 영국 대법원장에 다음가는 직위이다. 이 직책은 현재는 없어진 제2대 상소주(이전에는 제2대 상소주로도 알려졌으며, 상소주 중 두 번째로 높은 서열)에 해당한다.
2009년 10월 1일에 발표된 엘리자베스 2세 여왕의 왕실 영장에 따라 부대법원장의 서열이 정해졌다. 부대법원장은 "Master of the Rolls" 다음으로, 다른 대법원 판사들보다 먼저 서열을 매긴다.